# Pseudogyrtona bilineata
Pseudogyrtona bilineata är en fjärilsart som beskrevs av George Thomas Bethune-Baker 1906. Pseudogyrtona bilineata ingår i släktet Pseudogyrtona och familjen nattflyn. Inga underarter finns listade i Catalogue of Life.